# V3795 Sagittarii
V3795 Sagittarii är en eruptiv variabel av RCB-typ (RCB) i stjärnbilden Skytten. 
Stjärnan har magnitud +11,5 och når i förmörkelsefasen ner under +15,5.